# Хоенлимбург
Хоенлимбург (на немски: Hohenlimburg) е част от град Хаген в Северен Рейн-Вестфалия, Германия. През 2013 г. има 29 245 жители.
До 1808 или 1817 г. е резиденция на графство Лимбург. През 1903 г. получава права на град до 1975 г.